# Земельный суд Штайра

Земельный и районный суды Штайра

Земельный суд Штайра (нем. Landesgericht Steyr (LG Steyr)) — один из четырёх государственных региональных судов компетентной юрисдикции федеральной земли Верхняя Австрия. Суд расположен в городе Штайр.
Адрес суда: 4400 Штайр, Шпитальскиштрасе, 1, тел. +43 57 60121.
Географические координаты Земельного суда Штайра: 48°02′07″ с. ш. 14°24′34″ в. д..
Руководство суда (2016):
- Председатель земельного суда — Доктор Эрих Дитахмайр;
- заместитель председателя суда — Доктор Кристоф Майер;
- администратор суда — Мартин Мец.

## Полномочия суда
Земельный суд Штайра является судом региональной инстанции и  рассматривает уголовные и гражданские дела, поступающих от двух, существующих в настоящее время, районных судов Верхней Австрии, находящихся в территориальной подсудности данного суда (Кирхдорф-ан-дер-Кремс, Штайр). Он также рассматривает гражданские правовые отношения (за редкими исключениями) с суммами спора более 15000 евро. Кроме того, Земельный суд Штайра рассматривает апелляции на постановления районных судов Верхней Австрии, находящихся в территориальной подсудности данного суда, а также рассматривает дела по трудовому и социальному законодательству Австрии в федеральной земле Верхняя Австрия независимо от суммы спора. Ведение реестра всех компаний, созданных в Верхней Австрии, находящихся в территориальной подсудности данного суда, также является прерогативой для Земельного суда Штайра.
Территориальная юрисдикция Земельного суда Штайра охватывает юго-восточную часть федеральной земли Верхняя Австрия и распространяется на штатутарштадт Штайр и восточную часть политического округа Линц-Ланд, а также  на её два политических округа: Кирхдорф-ан-дер-Кремс и Штайр-Ланд. Вышестоящим судом для него является Высший земельный суд Линца.
⇑

## Здание суда
Земельный суд Штайра в настоящее время располагается в здании на Шпитальскиштрасе, 1.
На цокольном этаже расположены залы суда от "А" до "D" и лекторий.
Главный вход — со стороны Шпитальскиштрасе — ведёт непосредственно на 1-й этаж здания суда. На 1-м этаже у входа: сервисный центр, бухгалтерия, департамент банкротства, фото-копировальная и видео-конференц-зал.
На 2-м этаже располагаются: главный зал суда, залы суда с 1 по 5, гражданские ведомства, криминальные ведомства, отдел банкротства, отдел регистрации компаний и отдел по трудовому и социальному законодательству.
На 3-м этаже: канцелярия Земельного суда и библиотека.
На первом и втором этажах также находятся офисы районного суда Штайра, а на 3-м этаже расположились кабинеты прокуратуры Штайра. Более подробную информацию о районном суде и прокуратуре Штайра можно найти на веб-сайтах.
⇑

## История
Первоначально Земельный суд Штайра размещался в старом здании суда на Штадтплац, 13. Это здание суда было построено в 1847 году как "районное офисное здание" (нем. „Kreisamtsgebäude“) и было первоначально местом для имперского районного суда.
В 1912—1913 гг. здание суда было расширено и преобразовано. Ещё одно увеличение произошло за счёт расширения, запланированного и осуществлённого в 1962 году.
В связи с увеличением дефицита пространства в конце 1970-х годов было принято решение "освободить видное место на городской площади Штадплац и построить новое здание для работников правоохранительной системы подальше от центра города". После проведения открытого конкурса, архитектурная группа "Atelier 18" вышла осенью 1982 года в качестве его победителя. Новое здание должны были построить до 5 июля 1985 года, но здание приняли в эксплуатацию только 23 декабря 1986 года. Церемониальная передача — в присутствии министра юстиции доктора Эдмонта Форрегера — была проведена 11 мая 1987 года.
В новом здании суда также располагаются районный суд и прокуратура Штайра.
За последние годы произошло несколько незначительных изменений. Первый многоцелевой зал "А" был создан на первом этаже в 1996 году. Дальнейшее преобразование произошло в результате повышенных требований к пространству в связи с законопроектом о реформе Уголовно-процессуального закона 2007 года.
Наиболее значительная, новая и функциональная, реконструкция произошла в 2013 году, вызванная реформой судебной структуры в 2012 году, что привело к слиянию районных судов Энс и Вайер с 1 января 2014 года с районным судом Штайра. Поэтому вновь были необходимо провести структурные изменения и ремонтные работы по всему зданию суда. Согласно планам "Hertl Architekten ZT GMBH" 5 залов судебных заседаний на 2-м этаже были приспособлены для офисов. Был увеличен лекторий, а во дворе здания были построены четыре новых зала для судебных заседаний. Внешняя облицовка "Zubaus" выполнена из "Corten" стали. Был создан сервисный центр, отремонтированы все запасные помещения, подведены новые компьютерные кабеля, установлена новые системы сигнализации и кондиционирования воздуха в выходящих на юг залов судебных заседаний, а также созданы дополнительные санитарно-бытовые помещения. Все ремонтно-строительные работы были проведены в течение мая—декабря 2013 года.
⇑

## Доказательства и источники
- Австрийская информационная система Rechtsinformationssystem des Bundes (RIS)  (нем.)
- Исторические законы и нормативные акты ALEX Historische Rechts- und Gesetzestexte Online  (нем.)
- Географические справочники, 1903÷1908 GenWiki  (нем.)
- Географические справочники GenWiki  (нем.)
- Австрия GenWiki  (нем.)
- Региональный научно-исследовательский портал GenWiki  (нем.)

⇑

## Внешние ссылки
- Немецко-русский переводчик, Google
- Земельный суд Штайра на веб-сайте Министерства юстиции Австрии  (нем.)
- Географические координаты Земельного суда Штайра: 48°02′07″ с. ш. 14°24′34″ в. д.HGЯO.

## Лицензия
- Лицензия: Namensnennung 3.0 Österreich (CC BY 3.0 AT)  (нем.)